# Królewska Akademia Sztuk Pięknych San Telmo w Maladze
Królewska Akademia Sztuk Pięknych San Telmo w Maladze (hiszp. Real Academia de Bellas Artes de San Telmo).
Akademia została założona królewskim dekretem 31 października 1849 roku. Od 25 września 1883 jej patronem jest San Telmo (św. Piotr González), ponieważ pierwszą siedzibą akademii był budynek Real Colegio Náutico de San Telmo. Z inicjatywy akademii w 1961 r. powstało Muzeum Sztuk Pięknych w Maladze. Akademia ma sześć wydziałów: malarstwo, architektura, rzeźba, muzyka, poezja oraz wydział dla przyjaciół sztuki.